# Hulshout
Hulshout es una localidad y municipio de la provincia de Amberes en Bélgica. Sus municipios vecinos son Begijnendijk, Heist-op-den-Berg, Herselt y Westerlo. Tiene una superficie de 17,3 km² y una población en 2018 de 10.382 habitantes, siendo los habitantes en edad laboral el 64% de la población.
El municipio comprende las localidades de Houtvenne, Hulshout y Westmeerbeek.

## Demografía

### Evolución
Todos los datos históricos relativos al actual municipio, el siguiente gráfico refleja su evolución demográfica, incluyendo municipios después de efectuada la fusión el 1 de enero de 1977.
| Gráfica de evolución demográfica de Hulshout entre 1846 y 2020 |
|                                                                |

## Personas notables de Hulshout
- Leo Sterckx, ciclista en pista.
- Gustaaf Van Roosbroeck, ciclista.